# Rio das Antas
Pour les articles homonymes, voir Rio das Antas (homonymie).
Rio das Antas est une ville brésilienne de l'État de Santa Catarina.

## Géographie
Rio das Antas se situe par une latitude de 26° 53′ 55″ sud et par une longitude de 51° 04′ 28″ ouest, à une altitude de 830 mètres.
Sa population était de 6 147 habitants au recensement de 2010. La municipalité s'étend sur 317 km2.
Elle fait partie de la microrégion de Joaçaba, dans la mésorégion Ouest de Santa Catarina.

## Administration
La municipalité est constituée de deux districts :
- Rio das Antas (siège du pouvoir municipal)
- Ipoméia

## Villes voisines
Rio das Antas est voisine des municipalités (municípios) suivantes :
- Fraiburgo
- Videira
- Caçador
- Lebon Régis